# Drets del col·lectiu LGBT a Etiòpia

Aquest és un article sobre els drets LGBT a Etiòpia. Les persones lesbianes, gais, bisexuals i transsexuals a Etiòpia han d'afrontar reptes legals que no experimenten els residents no LGBT. Tant l'activitat homosexual masculina com la femenina són il·legals al país. Segons el Projecte Pew Global Attitudes de 2007, el 97 % dels residents d'Etiòpia creia que l'homosexualitat és una forma de vida que no s'hauria d'acceptar, la qual cosa suposava la segona taxa més alta de no acceptació als 45 països enquestats.

## Llei sobre l'activitat sexual entre persones del mateix sexe
Segons l'article 629 del Codi Penal, l'activitat homosexual masculina i femenina és il·legal a Etiòpia. "Qui realitza amb una altra persona del mateix sexe un acte homosexual o qualsevol altre acte indecent és punible ..." Segons l'article 630, el càstig és simplement empresonament per no menys d'un any o, en determinades situacions o altres casos, presó rigorosa que no supera els quinze anys. En la llei etiòp, la redacció del codi penal tracta un acte homosexual com un acte d'agressor contra una víctima. En conseqüència, el delicte de l'agressor es considera agreujat, quan es produeix el suïcidi de la víctima per raons de "vergonya, angoixa o desesperació".
Les actituds tradicionals en relació amb el sexe i la sexualitat continuen prevalent a Etiòpia, i molts etíops sostenen que l'homosexualitat és una elecció i no innata. S'argumenta que és una importació d'Occident i que la societat etíop no hauria d'acceptar-la com a orientació legítima. El Pew Global Attitudes Project de 2007 va mostrar que el 97% dels residents d'Etiòpia va dir que l'homosexualitat havia de ser rebutjada per la societat. Aquest va ser el segon percentatge més alt entre els països enquestats, superats només per Mali.
El Dr Seyoum Antoniyos, president de Units per la Vida i activista influent va organitzar una conferència nacional el 2013, a la qual van assistir polítics i líders religiosos. Argumenta que l'homosexualitat és el resultat d'un "profund problema psicològic", sovint causat per abús o alguna forma de "crisi social".
Al desembre de 2008, gairebé una dotzena de figures religioses etíops (inclòs el líder dels musulmans etíops i els caps de les esglésies ortodoxes, protestants i catòliques) van adoptar una resolució contra l'homosexualitat i van instar els legisladors etíops a aprovar la prohibició de l'activitat homosexual a la constitució. Entre aquests hi havia l'arquebisbe de l'Església Catòlica Etiòpica Berhaneyesus Demerew Souraphiel.
També mantenen que l'homosexualitat és responsable de l'augment dels atacs sexuals a nens i joves. Abune Paulos, el patriarca de l'Església Ortodoxa Tewahedo d'Etiòpia, va dir: "Això és molt estrany a Etiòpia, la terra de la Bíblia que ho condemna molt fortament. Perquè la gent actuï d'aquesta manera han de ser ximples, estúpids com els animals. Condemnem fermament aquest comportament. Ells (homosexuals) han de ser disciplinats i els seus actes discriminats, se'ls ha de donar una lliçó."

## Condicions de vida
L'Informe de Drets Humans de 2011 del Departament d'Estat dels Estats Units va trobar que,
| « | Hi havia informes de violència contra persones lesbianes, gais, bisexuals i transsexuals (LGBT); però, l'informe era limitat per temors de retribució, discriminació o estigmatització. Els enquestats no es van identificar com a persones LGBT a causa del greu estigma social i la il·legalitat de l'activitat sexual consensual entre persones del mateix sexe. A principis de desembre [,] líders religiosos cristians i musulmans van intentar descarrilar un seminari sobre salut sexual que estava dirigit a homes que tenien relacions sexuals amb homes. El govern va intervenir, i el seminari va seguir endavant, encara que en un lloc diferent. El Centre de Recursos per a la Sida a Addis Abeba va informar que la majoria de les persones que s'identificaven com a gais i lesbianes, la majoria de les quals eren homes, van demanar assistència per canviar la seva conducta per evitar la discriminació. Molts homosexuals van denunciar ansietat, confusió, crisi d'identitat, depressió, ostracisme, conflicte religiós i intents de suïcidi. | » |

## Història de l'homosexualitat a Etiòpia
Viatjant per Etiòpia en els anys vint, Bieber es va trobar amb la pràctica de l'"uranisme" entre els hararis i va assenyalar que "la sodomia no és aliena als hararis. Tanmateix, no tan comunament, també ocorre entre els galla i somalis". També va assenyalar la masturbació mútua per ambdós sexes i totes les edats pels tres pobles, i va especificar que entre els harari, l'"uranisme" es practicava amb freqüència entre homes adults i entre homes i nois. Més recentment, Gamst va informar de relacions homosexuals entre els pastors cuixítics Qemant (Kemant) del centre d'Etiòpia.
Entre els camperols amhara, Messing va trobar (millor acceptat) els transvestits masculins, que eren vistos com a "errors de Déu". Wändarwäräd (literalment, "home-dona") amb característiques sexuals masculines visibles, però l'estructura de la qual es creia popularment com a defectuosa.
Entre els maales del sud d'Etiòpia, Donald Donham va documentar que "una petita minoria [d'homes] adoptava papers femenins". Aquests homes (biològics) disfressats de dones, realitzen tasques femenines, cuidaven les cases pròpies i aparentment tenien relacions sexuals amb homes,".

## Taula resum
| Activitat sexual legal amb el mateix sexe                     | (Pena: Fins a 15 anys de presó) |
| Mateixa edat de consentiment                                  | No                              |
| Lleis antidiscriminació a la feina                            | No                              |
| Lleis antidiscriminació en la prestació de béns i serveis     | No                              |
| Matrimoni del mateix sexe                                     | No                              |
| Lleis antidiscriminació en el discurs de l'odi i la violència | No                              |
| Reconeixement de les parelles del mateix sexe                 | No                              |
| Adopció de fillastres per parelles del mateix sexe            | No                              |
| Adopció conjunta per parelles del mateix sexe                 | No                              |
| Prestació de servei militar per gais i lesbianes              |                                 |
| Dret legal a canviar de gènere                                | No                              |
| Accés a la fecundació in vitro per lesbianes                  | No                              |
| Subrogació comercial per a parelles d'homes homosexuals       | No                              |
| Permís per donar sang als MSMs                                | No                              |